# 陳安 (永樂進士)
陳安（14世紀—15世紀），字處善，江西臨江府清江縣人，明朝政治人物。

## 生平
陳安是永樂十八年（1420年）舉人，次年（1421年）聯捷進士，獲授禮部主事，曾負責出使賜周憲王朱有燉王妃鞏氏金冊和冠服，改任吏部文選司郎中，因為忤逆權臣外任濟南知府，在當地有惠政，門生中有任職臨江知府者打算為他改建居所，他以辭推卻，有《東洲集》流傳。

## 引用
1. 1 2  同治《清江縣志·卷八·人物志上》：陳安，字處善，永樂辛丑二甲傳臚進士，任禮部主事，遷吏部文選司郎中，以忤權璫出知濟南府有惠政，門生有為臨江守者欲為更造其居，辭不可，著有《東洲集》。 秦志
2. ↑  同治《清江縣志》·卷七·選舉志：進士……明……永樂十九年辛丑曾鶴齡牓 陳安 知府，有傳……鄉舉……明……永樂十八年庚子 陳安 進士
3. ↑  《明宣宗章皇帝實錄·卷五十二》：（宣德四年三月）甲子遣行在礼部主事陳安賜周王妃鞏氏金冊冠服。